# Sorghastrum elliottii
Sorghastrum elliottii là một loài thực vật có hoa trong họ Hòa thảo. Loài này được (C.Mohr) Nash miêu tả khoa học đầu tiên năm 1912.